# إيما جين
إيما جين (بالإنجليزية: Emma Jane)‏ (1969)؛ موسيقية وروائية أسترالية.